# 홍익표 (1910년)
홍익표(洪翼杓, 1910년 1월 24일~1976년 4월 26일)는 대한민국의 정치인으로 제1·2·4·5·6·8대 국회의원을 지냈다.

## 약력
- 경성제국대학 법문학부 법학 학사
- 제지업에 다년간 종사
- 해방 후 독촉국민회 외서지부장, 남조선잠사회(蠶糸會) 대의원, 가평금융조합 감사, 가평 사법보호위원회 위원
- 내무부장관
- 민중당 지도위원
- 반민특위 검찰부장
- 헌법기초위원
- 민주당 창당 총무부장[1]
- 국회 운영위원회 위원장
- 민주당 선거대책위원회 위원장
- 제2공화국 초대 내무부장관
- 민주당 중앙상무위원회 의장, 민주당 부총재
- 신민당 정무위원회 부의장
- 한국내외문제연구소 이사장
- 제헌, 제2대, 제4대, 제5대, 제6대, 제8대 국회의원 역임

## 역대 선거 결과
|  | 0% |

|  | 20.40% |

|  | 31.51% |

|  | 47.90% |

|  | 53.60% |

|  | 30.30% |

|  | 28.48% |

|  | 44.4% |